# Ctenichneumon townesi
Ctenichneumon townesi är en stekelart som beskrevs av Heinrich 1961. Ctenichneumon townesi ingår i släktet Ctenichneumon och familjen brokparasitsteklar. Inga underarter finns listade i Catalogue of Life.